# Szabó József (geológus)
Szentmiklósi Szabó József (Kalocsa, 1822. március 14. – Budapest, 1894. április 10.) bányamérnök, geológus, a Magyar Tudományos Akadémia tagja. A magyar geológus iskola megteremtője. Szabó Ferenc orvos bátyja.

## Származása
Apja, Szabó Ferenc József, a kalocsai érsekség főpénztárnoka volt, édesanyja hódosi Karácsonyi Anna. 1679 évig vezették vissza a családtörténetet, amikor a családfő nemesi levelet kapott I. Lipót királytól. Az 1700-as évek elején a család Kalocsára telepedett, ahol az érseki uradalomban töltöttek be fontos tisztségeket. Szabó József Ferenc nevű öccse az érsekség főorvosa volt.

## Tanulmányai
Tanulmányait szülővárosában, Kalocsa városában kezdte. Gimnáziumi tanulmányai alatt a Jettimi Alapítvány ösztöndíjában részesült, és retorikát, valamint poézist is tanult. 1837-ben került a pesti egyetemre, ahol két évig filozófiát, majd két évig jogot hallgatott. Egyetemi tanulmányait 1841-ben sikerrel befejezte és joggyakorlatra Selmecbányára került, ahol Hánrich Ferenc, a kincstári uradalmak főügyvédje mellett tevékenykedett. Selmecbányán megkedvelte a bányászéletet, és mivel vonzódott a természettudományok iránt, 1842-ben beiratkozott a Bányászati Akadémiára, ahol szorgalma és előmenetele alapján királyi ösztöndíjban részesült. A bányászati tudományok közül különösen a kohászat érdekelte, amelynek a gyakorlati oldalát is igyekezett elsajátítani. Ennek érdekében Ferenc öccsével 1844 nyarán beutazta Morvaországot, Sziléziát, Galíciát és Poroszország, valamint Oroszország határ menti területeit, ahol megtekintette a kohókat, gyárakat, ipartelepeket. Tapasztalatairól részletes, rajzokkal kiegészített feljegyzéseket készített.
1846 októberében fejezte be tanulmányait a bányászati tudományokból. Még az év decemberében megszerezte ügyvédi diplomáját is. Korán felismerte, hogy az eredményes munkához nyelvtudásra van szükség, ezért 1840-től kezdődően nyelveket is tanult. Beszélt és írt latin, francia, angol és német nyelven, valamint értett olaszul, szlovákul és görögül.

## Gyakorlati munkája
1846 végén fizetés nélküli gyakornokként a zsarnócai ezüstkohónál alkalmazták. 1847 szeptemberében a nagybányai bányakerületbe napidíjas gyakornoknak nevezték ki, és Felsőbányán az érckémlelő hivatalban alkalmazták. Még ebben az évben pályázatot nyújtott be a budai József Ipartanoda vegytani és kézműtani tanszékének tanári állására. Az Iparegylet felkérésére elkészítette a bányaműszótárt és volt tanára, Marschan József főbányamérnök felügyelete alatt az ország techniko-geognostikai földrajzának kimunkálásán dolgozott. 1849 júniusában Kossuth Lajos pénzügyminiszter Budára rendelte és a minisztérium bányászati osztályába, a vármegyék salétromfelügyelőjének nevezte ki (a puskapor gyártáshoz a salétrom nélkülözhetetlen volt). Végiglátogatta az Alföld és Erdély salétromlelőhelyeit, a tapasztalatait összegyűjtötte és kiadta. A szabadságharc után a pesti egyetem orvoskari dékánja felkérte az ásványtani tanszékre előadónak, de azt nem vállalta, mert zoológiát (amivel korábban nem foglalkozott) is oktatnia kellett volna. Helyettes oktatói feladatokat végzett és közben 1851-ben filozófiai doktori diplomát szerzett. A Bécsbe helyezett pénzügyminisztérium kiküldte a londoni első iparmű-kiállításra, ahonnan tudósított és hat hónapig ott tevékenykedett.

## Oktatási tevékenysége

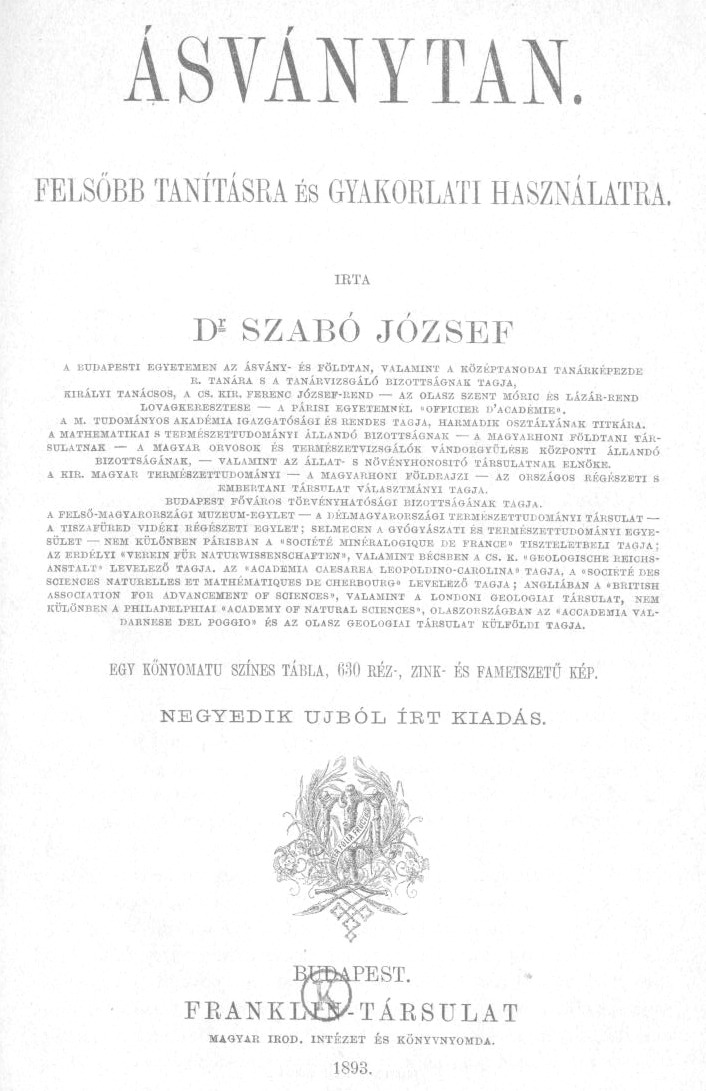
Szabó József magyarul először megjelent tankönyvének címlapja

Helyettes oktatóként (ami a tanársegédi beosztásnak felel meg) 1851-től ásványtant, majd kémiát is tanított a pesti egyetem orvosi karán. A császári-királyi minisztérium magyarsága miatt nem véglegesítette az egyetemen. 1855 októberében kinevezték az akkor még német nyelvű budai főreáliskolába rendes tanárnak. Itt aztán, amikor az egyetemi állása megszűnt, a helytartótanács minden tiltakozása ellenére arra kényszerítette, hogy három osztályban magyar nyelvet is tanítson, amire pedig nem volt képesítése. A döntést azzal indokolták, hogy mint magyar író a magyar nyelv tanítására bárki másnál képesebb. Szabó jegyzőkönyvbe vétette, hogy az eredményért nem vállal felelősséget, de a megbízást nem háríthatta el. A mellőzés ideje alatt önképzéssel, tudományos kutatásokkal gyarapította tudását.
Az 1858-ban induló tanévben a pesti kereskedelmi akadémia kémiai és a kísérleti fizika tanárává nevezték ki. Itt kezdetben társigazgató majd 1860 során az intézet igazgatójának választották meg. 1860-ban a pesti egyetem bölcsészeti kara megbízta az ásványtani tanszéken helyettesítéssel. Az 1861-ben megrendezett londoni világkiállításon a kormány kiküldöttje volt. 1862-ben megkapta a pesti egyetem ásványtani tanszékének végleges tanári kinevezését, ezzel a tudományegyetem első ásványtan-földtan tanára (professzora) lett. Még ebben az esztendőben Majláth országbíró a budai Bányabírósághoz ülnöknek nevezte ki. Előbb 1875-ben a már egyesített budapesti egyetem dékánja lett, majd 1883 évben rektornak nevezték ki, de az oktatástól nem vált meg. Megalapította és folyamatosan bővítette az egyetem ásvány, kőzet és őslénytani gyűjteményét. Elkészítette Budapest és környékének első földtani térképét és leírását. Több tankönyvében Magyarország földtanával foglalkozott, melyek évtizedekig egyedüliek voltak magyar nyelven.
Munkája során bejárta Európát, Afrikát és Amerikát, tanulmányozva a meglátogatott helyek geológiai körülményeit és tanulmányokban, értekezésekben ismertette tapasztalatait.

## Tudományos munkája
Első nyilvános tudományos bemutatkozása 1845-ben volt, amikor mint 23 éves bányászhallgató Pécsett a magyar orvosok és természetvizsgálók ülésén megtartotta előadását Némely általános nézetek a bányászatról címmel, mellyel nagy sikert ért el.  A Magyar Királyi Természettudományi Társulatnak tagja, majd társ-titkára lett, később 1855-ben a társulat első titkárává választották. 1868 márciusában adta át a Természettudományi Társulat titkári teendőit Hantken Miksa részére. Vezetői képességeit elismerve 1870-től a Társulat alelnökévé, majd 1883 évben elnökévé választották.
1855-ben a bécsi birodalmi Földtani Intézet levelező tagja lett, majd elnyerte a párizsi akadémia földtudományi szakágának tiszteletbeli elnökhelyettesi címét. (Academie nationale, agricole, manufactiere et commercial, viceprésident honorair étranger). 
1858-ban tette közzé Pest-Buda környékének földtani leírása című akadémiai pályamunkáját, amit Nagy Károly-díjjal jutalmaztak, és aminek alapján a Magyar Tudományos Akadémia levelező tagjává választották, majd 1867 évben rendes tag lett. 1888-tól az akadémia igazgatójává választották.
Jelentős a Kárpátokon belüli harmadkori vulkáni kőzetek vizsgálatából levezetett kőzetrendszere.

## Munkái

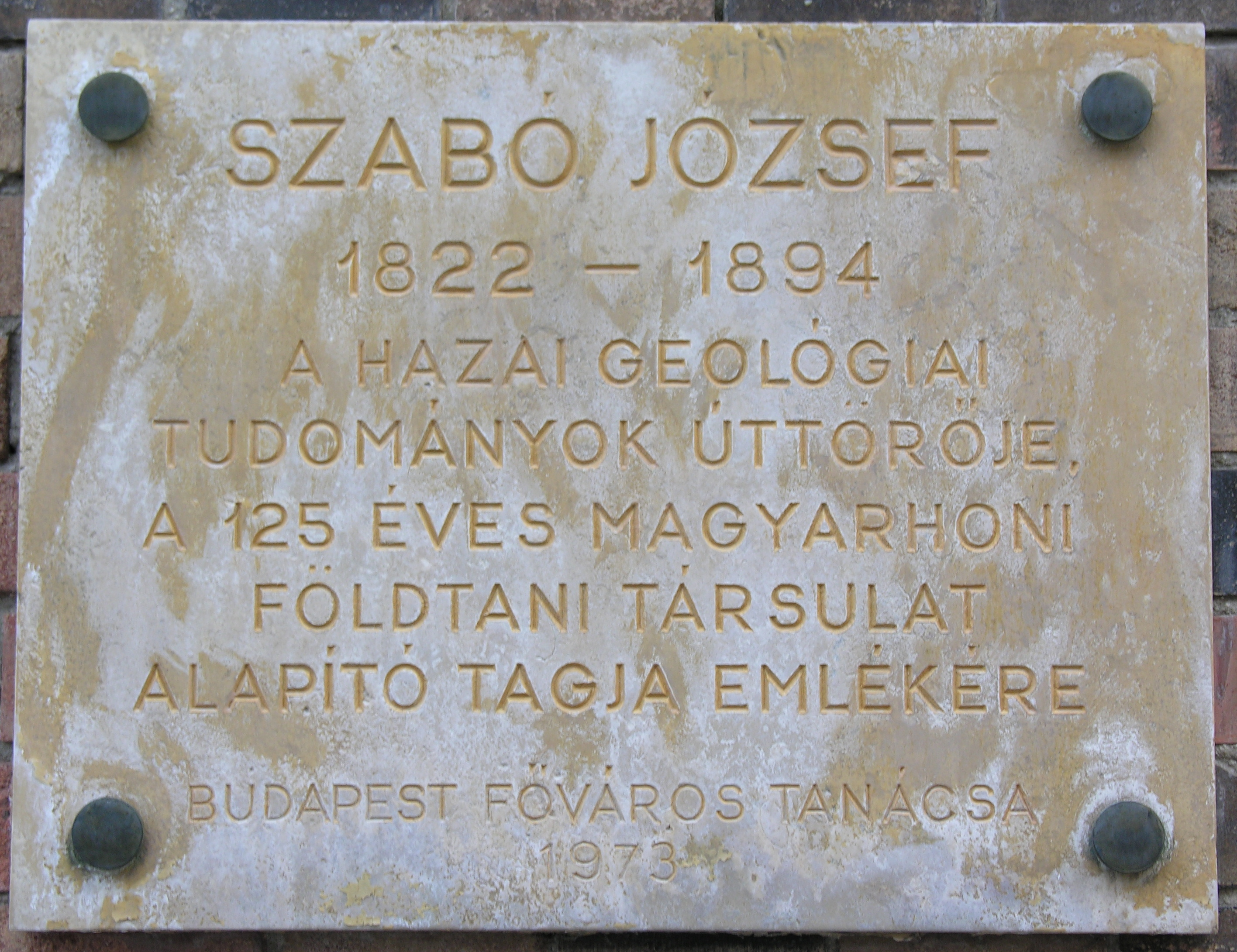
Szabó József emléktáblája Budapesten, a XIV. kerület, Szabó József köz 2. szám alatt

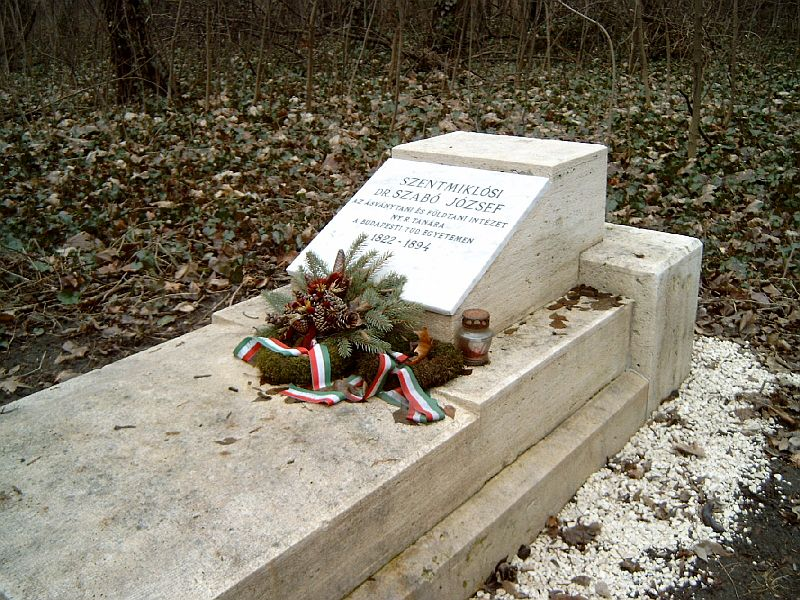
Szabó József sírja Budapesten. Kerepesi temető: 48/1-3-35. Szécsi Antal alkotása

- Bányaműszótár (német–magyar). (1848.)
- Timsókő és timsógyártás honunkban. (1854.)
- Széksóvidékeink (rajzokkal). (1854.)
- Pest-Buda környékének földtani leírása. (1858.)
- Magyarország rezes vizei. (1858.)
- Ásványtan. (1861, majd több kiadásban.)
- Jelentés a London – Berlinből az Akadémiának küldött meteoritekről. (1868.)
- Az ajkai kőszéntelep a Bakonyban. (1871.)
- Az ásványok olvadásának új meghatározási módja. (1873.)
- A salgótarjáni kőszénbánya részvénytársaság bányászatának leírása. (1874.)
- Egy új módszer a földpátok meghatározására kőzetekben. (1874.)
- Jelentés Görögországba tett geológiai utazásairól . (1876.)
- Az ivóvíz kérdése Budapesten. (1877.)
- Úrvölgyit, egy új réz-ásvány. (1879.)
- Fouqué munkája Santorin vulkáni szigetről. (1879.)
- A gránát és cordierit (dichroit) szereplése a magyarországi trachytokban. (1879.)
- Geológia. (1883.)
- Észak-Amerikai utam vonala, természeti, etnográfiai és kulturai viszonyok. (1883.)
- Selmecz geológiai viszonyainak előzetes ismertetése. (1885.)
- Göd környéke forrásainak geológiai és hidrográfiai viszonyai. (1887.)
- Selmecz környékének geológiai leírása. (1891.)
- Az idegen szók használás módja. (1891.)

## Emlékezete
Nevét viselte a Budapesten, majd Tatabányán működő, az országban egyedüli geológiai és geofizikai szakirányú középfokú oktatási intézmény, a Szabó József Geológiai Technikum, később Szabó József Geológiai Szakközépiskola. Az iskola később összeolvadt a vele egy helyen működő Péch Antal Bányaipari Aknászképző Technikummal és a vájárképzővel, ebből lett a Péch Antal Műszaki Szakközépiskola. Egy újabb átszervezés után, 2009-ben a geológusképzés megszűnt a műszaki szakközépiskolában.
Budapesten a XIV. kerületben utca és köz is viseli a nevét. Pécsett szintén utcát neveztek el róla.
Tiszteletére viseli nevét a Szabó József-barlang és 1897 óta a Magyarhoni Földtani Társulat ásvány-földtani szakcsoportjának kitüntetése, a Szabó József-emlékérem.